# Afrikanska mästerskapen i fäktning 1995
Afrikanska mästerskapen i fäktning 1995 arrangerades mellan den 18 och 23 september 1995 i Pretoria i Sydafrika. Det var den tredje upplagan av afrikanska mästerskapen i fäktning.

## Medaljörer

### Herrar
| Gren                  | Guld                 | Silver        | Brons                   |
| Florett, individuellt | Maged Shaker         | Mohamed Fouad | Abdel Monem El-Husseini |
| Värja, individuellt   | Daniel Steenkamp     | AM Ismail     | Yasser Mahmoud          |
| Sabel, individuellt   | Raouf Salim Bernaoui | Khaled Kabish | Medhat El-Bakry         |
| Florett, lag          | Egypten              |               |                         |
| Värja, lag            | Sydafrika            |               |                         |
| Sabel, lag            | Egypten              |               |                         |

### Damer
| Gren                  | Guld          | Silver          | Brons            |
| Florett, individuellt | Nagwa Moti    | Ferial Salhi    | Henda Zaouali    |
| Värja, individuellt   | Henda Zaouali | Claudia Holgate | Michelle Jelbert |
| Florett, lag          | Egypten       |                 |                  |
| Värja, lag            | Egypten       |                 |                  |

## Medaljtabell
*   Värdland ( Sydafrika)
| Nr                  | Nation              | Guld | Silver | Brons | Totalt |
| ------------------- | ------------------- | ---- | ------ | ----- | ------ |
| 1                   | Egypten             | 6    | 3      | 3     | 12     |
| 2                   | Sydafrika*          | 2    | 1      | 1     | 4      |
| 3                   | Tunisien            | 1    | 1      | 1     | 3      |
| 4                   | Algeriet            | 1    | 1      | 0     | 2      |
| Totalt (4 nationer) | Totalt (4 nationer) | 10   | 6      | 5     | 21     |